# Centropus chlororhynchus
El cucal de Ceilán (Centropus chlororhynchus) es una especie de ave cuculiforme de la familia Cuculidae endémica de Sri Lanka.

## Distribución
Se encuentra únicamente en las selvas del suroeste de la isla de Ceilán (Sri Lanka). Su población está en declive a causa de la desforestación. 

## Descripción
El cucal de Ceilán mide unos 43 cm de largo. Su cabeza y cuerpo son de color negro con brillos morados mientras que sus alas son pardo rojizas y su larga cola es negra con brillos verdes. Se caracteriza por su pico de color verde claro. Ambos sexos tienen un aspecto similar y los juveniles tienen tonos más pálidos y presentan veteado.
Tiene un aspecto similar al cucal chino aunque es algo menor y tiene el pico verde claro en lugar de oscuro, pero en la espesura de su denso hábitat es difícil distinguirlos.

## Comportamiento
Se alimenta de un gran espectro de insectos, orugas y pequeños vertebrados, aunque prefiere los caracoles y ocasionalmente come otro tipo de alimentos.
Anida sobre los arbustos y su puesta típica consta de 2 o tres huevos.